# Qi xi
El Qi Xi (en chino, 七夕; pinyin, qī xī; literalmente, ‘La noche de los sietes’) con otra gran cantidad de nombres populares como Día chino del amor, Festival del doble siete, o Festival de la urraca, se celebra en el séptimo día del séptimo mes lunar en el calendario chino; de ahí su nombre. Aquella noche la población puede contemplar el encuentro de dos estrellas llamadas localmente «pastor de vacas» y «doncella que teje»; estas estrellas son protagonistas de varias historias que forman parte de la tradición oral china.
A este día también se le conoce con los siguientes nombres:
- «El festival para pedir por habilidades» (qi qiao je);
- «El cumpleaños de las siete hermanas» (en chino tradicional, 七姊誕; pinyin, qi jie dan), especialmente en Cantón;
- «La noche de las habilidades» (en chino, 巧夕; pinyin, qiǎo xī).

En 2014 el festival coincide con el 2 de agosto del calendario gregoriano.

## La historia del arriero y la tejedora
A finales del verano, las estrellas Altair y Vega se elevan en el cielo nocturno, y los chinos, cuentan la siguiente historia de amor, de la cual existen diferentes versiones:
Un joven arriero llamado Niulang (niú láng: «el arriero» o «pastor de vacas», la estrella Altair) se encuentra en su camino con siete hadas bañándose en un lago. Alentado por su travieso compañero el buey, hurta sus ropas y esperan a ver qué sucede. Las hermanas hadas eligen a la hermana menor y la más bella, Zhinü (Zhï nü, «la tejedora», la estrella Vega), para recuperar sus ropas. Ella lo hace, pero como Niulang la ha visto desnuda, se ve obligada a aceptar su propuesta de matrimonio. Ella resulta ser una maravillosa esposa y Niulang un buen esposo, y son muy felices juntos. Pero la Diosa del Cielo (quien en algunas versiones es la madre de Zhinü) descubre que un simple mortal se ha casado con una hada, provocando su ira. (En otra versión, la Diosa obliga al hada a volver a su tarea de tejer coloridas nubes en el cielo, ya que ella no podía hacerlo mientras estaba casada con un mortal). Tomando su alfiler, la Diosa abre el cielo formando un ancho río para separar a los dos amantes para siempre (y formando así la Vía Láctea, que separa a Altair y Vega).
Zhinü permanece para siempre a un lado del río, tejiendo tristemente su telar, mientras Niulang la ve desde lejos, y cuida de sus dos hijos (las dos estrellas que lo rodean β y γ de la constelación del Águila).
Pero una vez al año, todas las urracas del mundo se compadecen de ellos y vuelan hasta el cielo para formar un puente («el puente de las urracas», Que Qiao) sobre la estrella Deneb en la constelación de Cygnus, para que los amantes puedan reunirse por una sola noche, en la séptima noche de la séptima luna.

### Variaciones de la historia
- También se dice que la Diosa del Cielo se compadeció y decidió permitirles reunirse en el séptimo día del séptimo mes lunar, conmovida por el amor que se profesaban entre ellos.
- Es el Emperador del Cielo, o el padre de ella (Okuf otras veces es la madre de ella), quien mantiene a los amantes separados, a fin de que se concentren en su trabajo en lugar del romance (la versión maoísta de la ética del trabajo)
- La estrella Deneb es un hada que hace de chaperona cuando los amantes se reúnen en el puente de las urracas.
- En lugar de una vez al año, existe otra versión donde se reúnen una vez al mes.

## Tradiciones
Durante el Qi Xi, se coloca en el patio una corona de flores y las jóvenes solteras o recién casadas hacen una ofrenda a Niulang y Zhinü que consiste en fruta, flores, té y polvo facial (cosmético). Al finalizar la ofrenda, la mitad del polvo facial se esparce en el techo, mientras que el resto se divide entre las jóvenes. Se cree que con esto las jóvenes se unen con la belleza de Zhinü.
Otra tradición es que las jóvenes tiren una aguja de coser en un tazón lleno de agua en la noche de Qi Xi como una prueba de su habilidad como costureras. Si la aguja flota sobre el agua en lugar de hundirse, se cree que es un indicio de que la joven es una costurera habilidosa.
En este día las jovencitas muestran sus artes domésticas, en especial la de tallado de melón y elevan plegarias para encontrar un buen esposo..

## Variantes de la festividad en otros países de Asia
El festival japonés de la «séptima noche» (tanabata), celebrado el 7 de julio, conmemora el encuentro de Orihime (Vega) y Hikoboshi (Altair). Algunas ciudades celebran el tanabata el 7 de agosto y otras en el séptimo día del séptimo mes del calendario lunisolar japonés.
Otras culturas de Asia Oriental celebran en el séptimo día del séptimo mes lunar en el calendario chino, que, por ejemplo, en 2006 ocurrió el 31 de julio.